# Le Wagon (Saint-Denis)
Pour l’article homonyme, voir Le Wagon.
Le Wagon est un lieu culturel situé 15, avenue Jean-Moulin à Saint-Denis aménagé dans une ancienne voiture-restaurant du train Le Capitole.

## Historique
Le Wagon est installé dans une voiture-restaurant du train Le Capitole acquise en 1992 auprès de la SNCF par la protection judiciaire de la jeunesse de la Seine-Saint-Denis qui en avait fait un restaurant d’insertion installé devant le lycée Paul-Éluard à Saint-Denis, jusqu'à l'arrêt du projet en 2009. Abandonnée, cette voiture est alors squattée. 
En janvier 2021, deux enseignantes de Saint-Denis, Gaëlle Leroux et Fanny Capel, créent l'association Les Dyonisiaques pour redonner vie à cette voiture et en faire un lieu culturel. Le lieu est inauguré en juin 2022, puis visité lors des Journées du patrimoines, et accueille des initiatives culturelles, notamment en lien avec les lycées des environs.
L’extérieur de la voiture est repeint par des élèves l’Institut médico-éducatif des Moulins Gémeaux dirigés par le graffeur Marko 93. Le wagon nécessite encore des rénovations, mais la Région Île-de-France (propriétaire de la parcelle attenante au lycée) doit d'abord entreprendre une rénovation du sol qui s'affaisse sous le poids des 50 tonnes de la voiture pour espérer une ouverture permanente en 2025.